# National Museum of Singapore

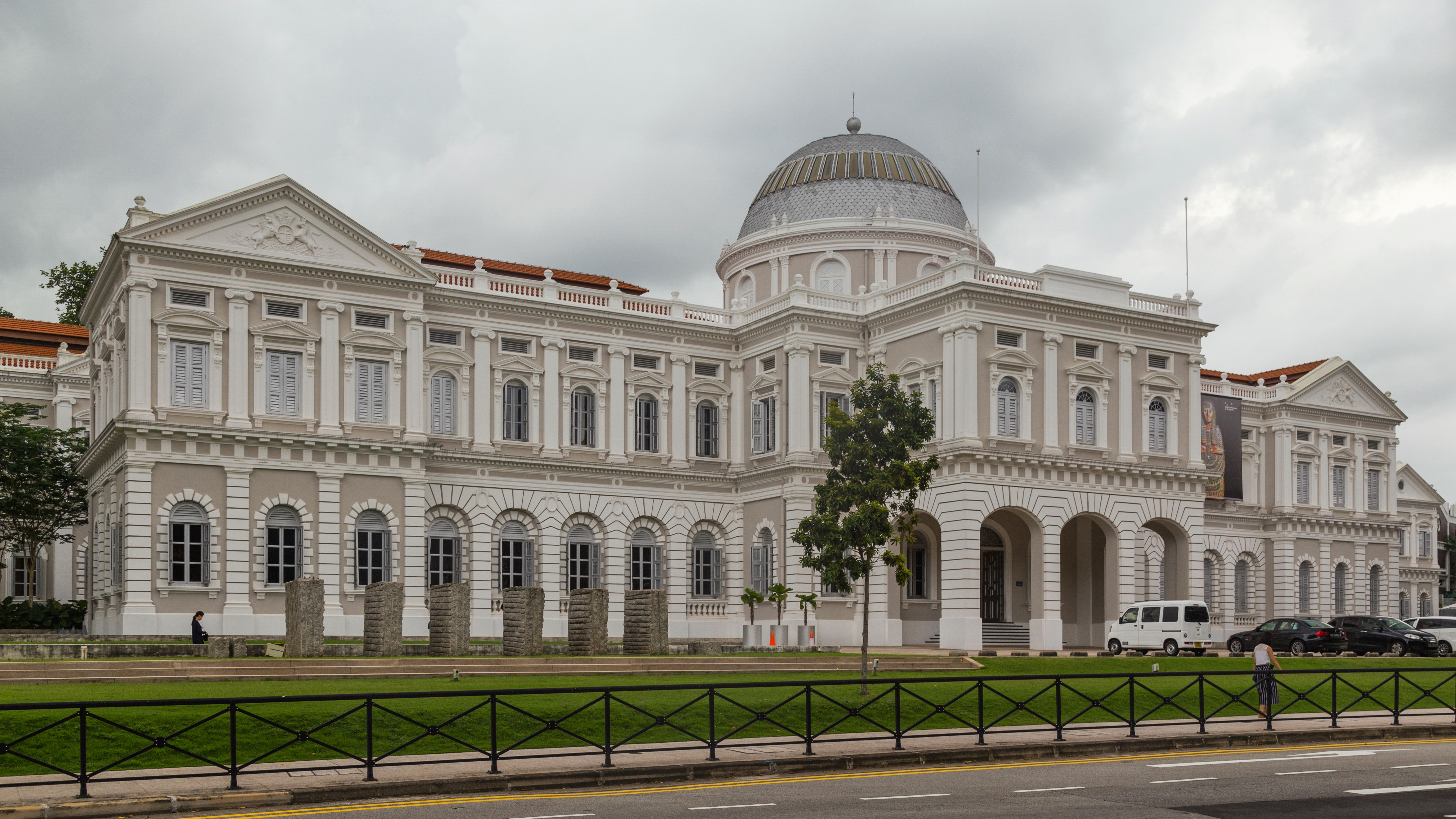
National Museum of Singapore

Das National Museum of Singapore ist ein Museum in Singapur.
Das Museum ist das älteste Museum des Landes. Das Museumsgebäude wurde 1849 errichtet. Die Geschichte des Museums selbst geht ebenfalls in das Jahr 1849 zurück, als in dem Gebäude ein Teil der Bibliothek der Raffles Institution (Singapore Institution) eingerichtet wurde. Nach verschiedenen Auslagerungen des Museums wurde es dann endgültig im Jahre 1887 im Gebäude an der Stamford Road untergebracht.
Das Museum ist eines der vier Nationalmuseen im Lande, die anderen drei sind die zwei Museen des Asian Civilisations Museums im Empress Place Building und in der Old Tao Nan School sowie das Singapore Art Museum.
Der Schwerpunkt liegt bei der Geschichte Singapurs. 1965 erhielt das Museum den Namen National Museum of Singapore. Für eine kurze Zeit zwischen 1993 und 2006 lautete der Museumsname Singapore History Museum. Zwischen 2003 und Ende 2006 wurde das Museum restauriert und am 2. Dezember 2006 neueröffnet.